# 吳英華
吳英華（1907年—2003年），滿族人，吳氏太極拳宗師吳鑑泉之長女，自幼從父學太極拳。16歲時應上海西門子公司總裁邀請，赴上海教拳，歷任上海鑑泉太極拳社副社長、社長。致力於宏揚吳氏太極拳。
1956年，應上海體育宮邀請出任教練。多次出席中華人民共和國國務院召開的全國武術工作會議。1978年，上海鑑泉太極拳社復社，吴英华任社長。1992年被上海市人民政府聘為上海市文史館館員，同年，被中國武術協會授以「中國武術協會榮譽委員」稱號。1986年，與其夫馬岳梁共同編寫《吳氏精簡太極拳》，另有《吳氏太極拳詳解》、《吳氏太極拳快拳》、《正宗吳式太極拳》等經典著作。